# Sulzbach-Rosenberg
Sulzbach-Rosenberg (severobavorsky: Suizboch-Rosnberg) je obec v okresu Amberg-Sulzbach v Bavorsku v Německu. Nachází se přibližně 14 km severozápadně od Amberku a 50 km východně od Norimberku. Město se skládá ze dvou částí: Sulzbachu na západě a Rosenbergu na východě.
Archeologické nálezy dokazují, že Sulzbach byl od 8. století důležitým centrem. Zámek Sulzbach byl založen na počátku 8. století, pravděpodobně pozdně merovejským/raně karolínským královstvím.
Zámek byl sídlem mocných hrabat z Nordgau (9.–10. století), významných hrabat ze Sulzbachu (asi 1003 – 1188) – jedna z jejich dcer, Berta Sulzbašská, se stala císařovnou byzantského císaře Manuela I. Komnena — a později hrabat z Hirschbergu (1188–1305), hrabat z Wittelsbachu (1305–1354, 1373–1504), císaře Karla IV. (1354–1373), falcvévodů z Neuburgu a vévodů z Falce-Sulzbachu (17.–18. století) z rodu Wittelsbachů.
Od roku 2005 Sulzbach hostí Mezinárodní hudební festival Sulzbach-Rosenberg. Je to jedno z několika míst, kde se koná mezinárodní hudební festival InterHarmony, poprvé konceptualizovaný v roce 1997.

## Čtvrtě
- Etzmannshof
- Forsthof
- Gallmünz
- Großalbershof
- Großenfalz
- Grottenhof
- Grund
- Kauerhof
- Kempfenhof
- Kleinfalz
- Kropfersricht
- Kummerthal
- Lindhof
- Lobenhof
- Niederricht
- Obersdorf
- Prangershof
- Prohof
- Rummersricht
- See
- Seidersberg
- Siebeneichen
- Stephansricht
- Stifterslohe
- Sulzbach-Rosenberg
- Untermainshof
- Unterschwaig

## Významné osobnosti
- Walter Höllerer, prozaik, básník a německý profesor, člen Skupiny 47
- Gertruda Sulzbašská (cca 1110–1146), německá císařovna a druhá manželka císaře Konráda III., sestra Berty von Sulzbach
- Berta Sulzbašská
- Christian Knorr von Rosenroth, Christian Hebraist a Christian Kabbalah
- Charles Diebold, německo-americký zámečník a zakladatel společnosti Diebold